# Potentilla pindicola
Potentilla pindicola är en rosväxtart som beskrevs av Heinrich Carl Haussknecht och Albrecht Wilhelm Philipp Zimmermann. Potentilla pindicola ingår i Fingerörtssläktet som ingår i familjen rosväxter. Utöver nominatformen finns också underarten P. p. ognianovii.